# Polycesta cazieri
Polycesta cazieri är en skalbaggsart som beskrevs av Barr 1949. Polycesta cazieri ingår i släktet Polycesta och familjen praktbaggar. Inga underarter finns listade i Catalogue of Life.